# Владимир Висоцки
Владимир Семјонович Висоцки (рус. Влади́мир Семёнович Высо́цкий; Москва, 25. јануар 1938 — Москва, 25. јул 1980) је био руски певач, песник, позоришни и филмски глумац и писац. Висоцки се сматра једним од највећих руских уметника свих времена, који је оставио дубок и трајан траг у руској култури. Постао је надалеко познат по свом јединственом стилу певања и по својим текстовима, који су садржали друштвене и политичке коментаре у често духовитом уличном жаргону. Такође је био истакнути сценски и филмски глумац.  Иако га је током живота званична власт бившег Совјетског Савеза углавном игнорисала, Висоцки је достигао велику славу и чак и данас има значајан утицај на многе руске музичаре и глумце.

## Биографија
Владимир Висоцки је рођен у Москви у породилишту 3. Мешчанскаја ул. (61/2). Његов отац Семјон Волфович (Владимирович) (1915–1997) био је пуковник совјетске војске, пореклом из Кијева. Он је био Јевреј. Владимирова мајка Нина Максимовна (рођена Серјогина, 1912–2003) била је Рускиња и радила је као преводилац за немачки језик. Породица Висоцког живела је у московском комуналном стану у суровим условима и имала озбиљне финансијске потешкоће. Када је Владимир имао 10 месеци, Нина се морала вратити у своју канцеларију у бироу за преписе совјетског Министарства за геодезију и картографију (радила је на стављању немачких мапа на располагање совјетској војсци) како би мужу помогла да заради за живот њихове породице.

### Професионални живот
Године 1955. Владимир се уписао на московски Институт цивилног инжињерства, али се исписао већ након једног семестра, одлучивши се за глумачку каријеру. Године 1959. почео је да глуми у мање улоге у позоришту Александар Пушкин.
Године 1964. на позив свог блиског пријатеља и ментора, режисера Јуриј Љубимовова прешао је у позориште Таганка. У том позоришту Висоцки је први пут дошао на насловнице својим наступима у главним улогама у Шекспировом Хамлету и Брехтовом Животу Галилејевом.
Позориште Таганка је у то време често било предмет државног прогона због политичке нелојалности и етничког порекла, што је Висоцког надахнуло да се у интервјуима назива „прљави Жид” (жид пархатый). У то време појављује се и у неколико филмова, у којима су се нашле и неке његове песме. Главнина његових песама из тог раздобља није добила службено признање од државне дискографске куће која је тада имала монопол на издавање плоча. Његова је популарност ипак наставила да расте, а доласком преносивих касетофона у Совјетски Савез, његова музика је, преснимавањем касета, постала доступна широким масама.
Постао је препознатљив по својем јединственом начину певања и стиховима који су хумористичним уличним жаргоном коментарисали социјална и политичка збивања. Његове стихове слушали су милиони совјетских грађана у свим деловима државе.

### Бракови
Висоцкијева прва жена је била Иза Жикова. Своју другу жену, Људмилу Абрамову, упознао је 1961. Венчали су се 1965. године и имали два сина, Аркадија и Никиту. Док је био у браку имао је љубавницу Татјану Иваненко, а године 1967. заљубио се је у Марину Владy, француску глумицу руског порекла, која је радила у Мосфилму на заједничкој совјетско-француској продукцији. Марина је тада била удата и већ имала 3 деце. Венчали су се 1969. године. У почетку су одржавали везу на даљину, јер Марина није могла да долази у Совјетски Савез, а Владимир је тешко излазио из Совјетског Савеза. Како би се лакше виђали Марина се учланила у Комунистичку партију Француске, што је мало ублажило став совјетске владе према Висоцком. Проблеми њихове везе на даљину одражавају се у неколико његових пјесама.

### Касне године
Средином 1970-их, Висоцки је боловао од алкохолизма. Многе његове песме из тог времена директно или метафорички односе се на алкохолизам, лудост, опседнутост. Тада је било и време највеће популарности његове музике па га државна дискографска кућа више није могла игнорисати, те је одлучила да изда неколико његових плоча у касним 1970-им. Тада су већ милиони те песме имали на касетама и знали их напамет.
Истовремено је добио и службена признања као позоришни и филмски глумац. Иако успешан као глумац, за живот је зарађивао на концертним турнејама. Већину зарађеног новца је трошио на дрогу, а био је зависан од амфетамина и опијата. Све је то довело до пропадања здравља и смрти због застоја срца у његовој 42. години.

### Смрт
Његово тело било је изложено у позоришту Таганка, где је одржана погребна церемонија. Сахрањен је на гробљу Ваганковској у Москви, претпоставља се да је погребу присуствовало милион људи. Хиљаде људи напустило је стадион у Москви на којем су се тада одржавале Олимпијске игре, како би присуствовали погребу. Постумно га је одликовала совјетска влада.

## Наслеђе
На дан рођења Владимира Висоцког у многим градовима широм Русије одржавају се музички фестивали. Астероид 2374 Владвyсотскиј, којег је открила Људмила Журављева, назван је према Владимиру Висоцком.
У јесен 1981. у СССР-у је званично објављена прва збирка поезије Висоцког под називом Нерв. Њено прво издање (25.000 примерака) је одмах распродато. Уследило је друо (1982, 100.000), па треће (1988, 200.000), а током 1990-их још неколико. Материјал је сабрао Роберт Рождественски, званично награђени совјетски песник. Такође 1981, Јури Љубимов је на Таганки поставио нову музичку и поетску продукцију под називом Владимир Висоцки, која је одмах забрањена и званично премијерно изведена 25. јануара 1989. године.
Године 1982. филм Балада о храбром витезу Ивану продукована је у Совјетском Савезу, а 1983. филм је пуштен у јавност. У филму су изведене четири песме Висотског.
Године 1986, формиран је званични комитет за песничко наслеђе Висоцког (са Робертом Рождественским на челу, а позоришна критичарка Наталија Кримова је била и покретач и организатор). Упркос извесном противљењу конзервативаца (Јегор Лигачов је био политички вођа потоњег, Станислав Куњајев из Нашег Савременика представљао је њену књижевну страну), Висоцки је постхумно награђен Државном наградом СССР-а. Званична формула – „за стварање лика Жеглова и уметничких достигнућа као кантаутора“ била је много исмевана од левице и од деснице. Године 1988, објављена је збирка Изабраних дела... (приредила Н. Кримова), којој је претходила Ја ћу се сигурно вратити ... (Я, конечно, вернусь...), књига мемоара колега глумаца и стихова Висоцког, неки од којих су објављени први пут. Године 1990, објављена су два тома опсежних Дела... које је финансирао отац покојног песника Семјон Висоцки. Још амбициознији серијал публикација, самопроглашено „прво академско издање” (скептици одбацују ову последњу тврдњу) који је саставио и приредио Сергеј Жилцов, објављене су у Тули (1994–1998, 5 томова), Немачка (1994, 7 томова) и Москви (1997, 4 тома).
Године 1989, у Москви је отворен званични Музеј Висоцког, са сопственим часописом Вагант, чији је уредник био Сергеј Зајцев, и који је у потпуности посвећен наслеђу Висоцког. Године 1996, он је постао независна публикација, и затворена је 2002. године.
У наредним годинама, гроб Висотског постао је место ходочашћа неколико генерација његових обожавалаца, од којих су најмлађи рођени након његове смрти. Његов надгробни споменик је такође постао предмет контроверзи, јер је његова удовица желела једноставну апстрактну плочу, док су његови родитељи инсистирали на реалистичној позлаћеној статуи. Иако је вероватно превише свечана да би инспирисала самог Висоцког, неки верују да је статуа пуна метафора и симбола који подсећају на певачев живот.
Године 1995, у Москви је свечано отворен споменик Висотском на Страстнојском булевару, код Петровских капија. Међу присутнима су били и песникови родитељи, два његова сина, прва супруга Иза, познати песници Јевтушенко и Вознесенски. „Висоцки је одувек говорио истину. Само једном је погрешио када је у једној од својих песама отпевао: 'Никада ми неће подићи споменик на тргу као што је онај код Петровских ворота'”, рекао је градоначелник Москве Јури Лужков у својом говору. Још један споменик Висотском постављен је 2014. у Ростову на Дону.
У октобру 2004. године у црногорској престоници Подгорици, у близини Миленијумског моста, подигнут је споменик Високом. Његов син Никита Висоцки присуствовао је откривању. Статуу је дизајнирао руски вајар Александар Таратинов, који је дизајнирао и споменик Александру Пушкину у Подгорици. Бронзана статуа приказује Висоцког како стоји на постољу, са једном подигнутом руком, а другом са гитаром. Поред фигуре налази се бронзана лобања – референца на монументалне главне представе Висотског у Шекспировом Хамлету. На постаменту су уклесани последњи стихови из песме Висотског, посвећене Црној Гори.

## Филмографија
- 1959: The Yearlings (Сверстницы) (Mosfilm, Director: Vasiliy Ordynsky)
- 1961: Dima Gorin's Career (Карьера Димы Горина) (Maksim Gorky Studio, Director: Frunze Dovlatyan & Lev Mirsky) as Sofron
- 1962: 713 Requests Permission to Land (713-й просит посадку) (Lenfilm, Director: Grigory Nikulin) as an American sailor
- 1962: Shore Leave (Увольнение на берег) (Mosfilm, Director: Felix Mironer) as Pyotr
- 1962: Greshnitsa (Director: Gavriil Egiazarov and Fyodor Filippov)
- 1963: Penalty Kick (Штрафной удар) (Maksim Gorky Studio, Director: Veniamin Dorman) as Aleksandr Nikulin
- 1964: The Alive and the Dead (Живые и мёртвые) (Mosfilm, Director: Aleksandr Stolper)
- 1965: Our House (Наш дом) (Mosfilm, Director: Vasily Pronin) as Mechanic
- 1965: On Tomorrow's Street (На завтрашней улице) (Mosfilm, Director: Fyodor Filipov) as Pyotr Markin
- 1965: The Cook (Стряпуха) (Mosfilm, Director: Edmond Keosayan)
- 1966: Stryapukha (Director: Edmond Keosayan)
- 1966: I Was Born in Childhood (Я родом из детства) (Belarusfilm, Director: Viktor Turov)
- 1966: Vertical (Вертикаль) (Odessa Film Studio, Director: Stanislav Govorukhin and Boris Durov) as Volodya, the radio operator
- 1966: Sasha-Sashen'ka (Саша-Сашенька) (Belarusfilm, Director: Vitaly Chetverikov) as Singer with Guitar (uncredited)
- 1967: Brief Encounters (Короткие встречи) (Odessa Film Studio, Director: Kira Muratova) as Maksim
- 1967: War Under the Rooftops (Война под крышами) (Belarusfilm, Director: Victor Turov)
- 1968: Two Comrades Were Serving (Служили два товарища) (Mosfilm, Director: Yevgeny Karelov) as Alexander Brusentsov
- 1968: Intervention (Интервенция) (Lenfilm, Director: Gennadi Poloka) as Michel Voronov / Brodsky
- 1969: Taiga's Master (Хозяин тайги) (Mosfilm, Director: Vladimir Nazarov)
- 1969: Dangerous Tour (Опасные гастроли) (Odessa Film Studio; Director: Georgi Yungvald-Khilkevich) as George Bengalsky
- 1969: White Blast (Белый взрыв) (Odessa Film Studio, Director: Stanislav Govorukhin) as Kapitan
- 1973: The Fourth (Четвёртый) – Mosfilm; Director: Alexandr Stolper
- 1973: The Bad Good Man (Плохой хороший человек) (Lenfilm, Director: Iosif Kheifits) as Von Koren
- 1975: The Only Road (Единственная дорога) (Mosfilm & Titograd Studio, Director: Vladimir Pavlovich) as Sofer Solodov
- 1975: Kontrabanda (Director: Stanislav Govorukhin) (singing voice)
- 1975: The Flight of Mr. McKinley (Бегство мистера Мак-Кинли) (Mosfilm, Director: Mikhail Schweitzer) as Bill Siger, a singer
- 1976: The Only One (Единственная) (Lenfilm, Director: Iosif Heifits) as Boris Ilyich, muzikalno-khorovogo kruzhka
- 1976: How Czar Peter the Great Married Off His Moor (Сказ про то, как царь Пётр арапа женил) (Mosfilm, Director: Alexander Mitta) as Ibragim
- 1976: 72 gradusa nizhe nulya (Director: Sergei Danilin and Yevgeni Tatarsky) (singing voice)
- 1977: They're Together (Они вдвоём) (Mafilm, Director: Márta Mészáros)
- 1979: The Meeting Place Cannot Be Changed (Место встречи изменить нельзя) (TV Mini-Series, Director: Stanislav Govorukhin) as Gleb Zheglov
- 1979: Little Tragedies (Маленькие трагедии) (TV Mini-Series, Director: Mikhail Schveytser) as Don Juan (final appearance)

## Дискографија

### Током живота
- Selected songs Melodiya, 1974
- Tightrope (Натянутый канат), PolyGram, 1977
- Алиса в стране чудес / Alice in Wonderland (1976) [2 vinyls]. Musical play, an adaptation of Alice in Wonderland, with Klara Rumyanova, Vladimir Vysotsky, Vsevolod Abdulov. Lyrics and music by Vladimir Vysotsky

### Постхумна издања

#### Бугарска
- Автопортрет / Self-Portrait (1981) [12" vinyl] [LP] Balkanton[11][12]

#### Француска
- Le Monument (1995) [CD]
- Le Vol Arrêté (2000) [CD]

#### Немачка
- Wir drehen die Erde (1993) [CD]
- Lieder vom Krieg (1995) [CD]

#### Русија
- Песни / Songs (1980) [LP] Melodiya
  - Collection of songs published shortly after his death. [Melodiya Stereo C60-14761.2]
- Sons Are Leaving For Battle (1987) [double LP] Melodiya
  - War songs. Archive recordings from between 1960 and 1980. [Melodiya MONO M60 47429 008/006]
- На концертах Владимира Высоцкого / At Vladimir Vysotsky's concerts
  - 01, 02, 03, ... 21 (1986–1990) [12" vinyl]
- Marina Vlady and Vladimir Vysotsky (1996) [CD] [Melodiya]
- Vysotsky On Compact Cassettes - 30 individual cassettes in total, also sold as a box set (1996) [Aprelevka Sound Production]
- MP3 Kollektsiya: Vladimir Vysotsky [SoLyd Records]
 Concert and Studio recordings, (period 1979–1980) (2002) [CD: MP3 192 kbit/s]
  - Disk 1,
  - Disk 2,
  - Disk 3
  - Disk 4
- Platinovaya Kollektsiya: Vladimir Vysotsky (2003) [2 CDs]: CD 1, CD 2